# 魏斯曼美術館

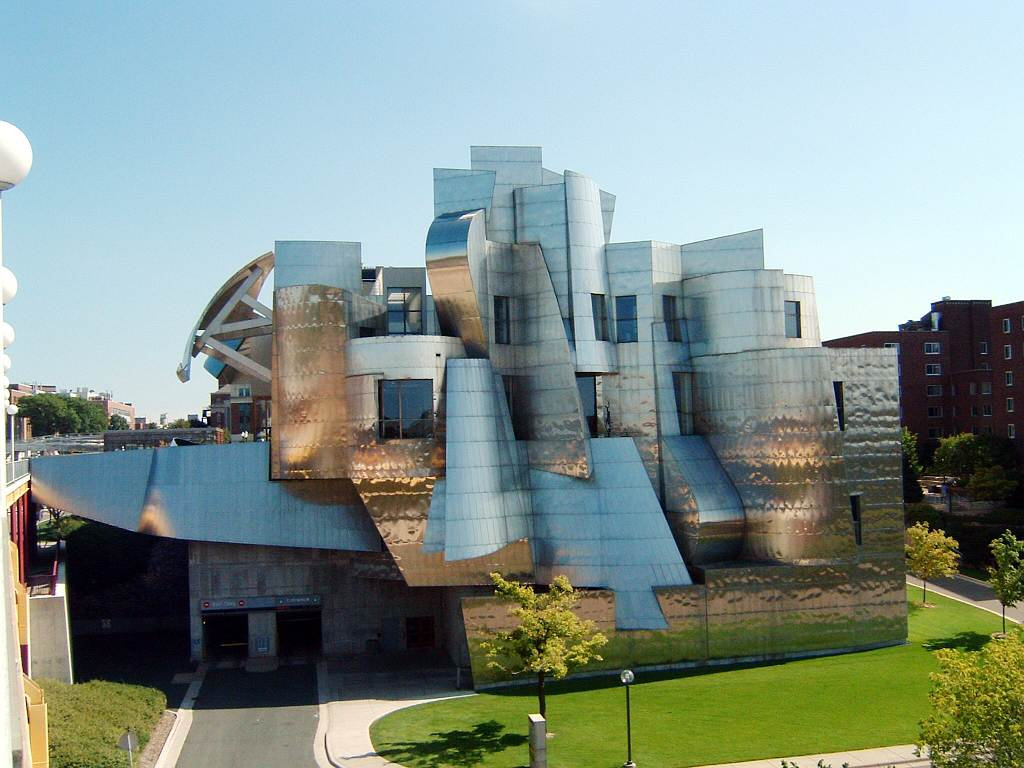

魏斯曼美術館（英語：Frederick R. Weisman Art Museum）是美國城市明尼阿波利斯的一座美術館，位於明尼蘇達大學校園之內。

## 历史
魏斯曼美術館創辦於1934年，創辦當時是一座教學美術館。美術館現在的建築由弗兰克·盖里設計，竣工於1993年。

## 外部連結
- 官方网站